# Phir Milenge
Phir Milenge è un film del 2004 diretto da Revathi.